# Сем (Норвегія)

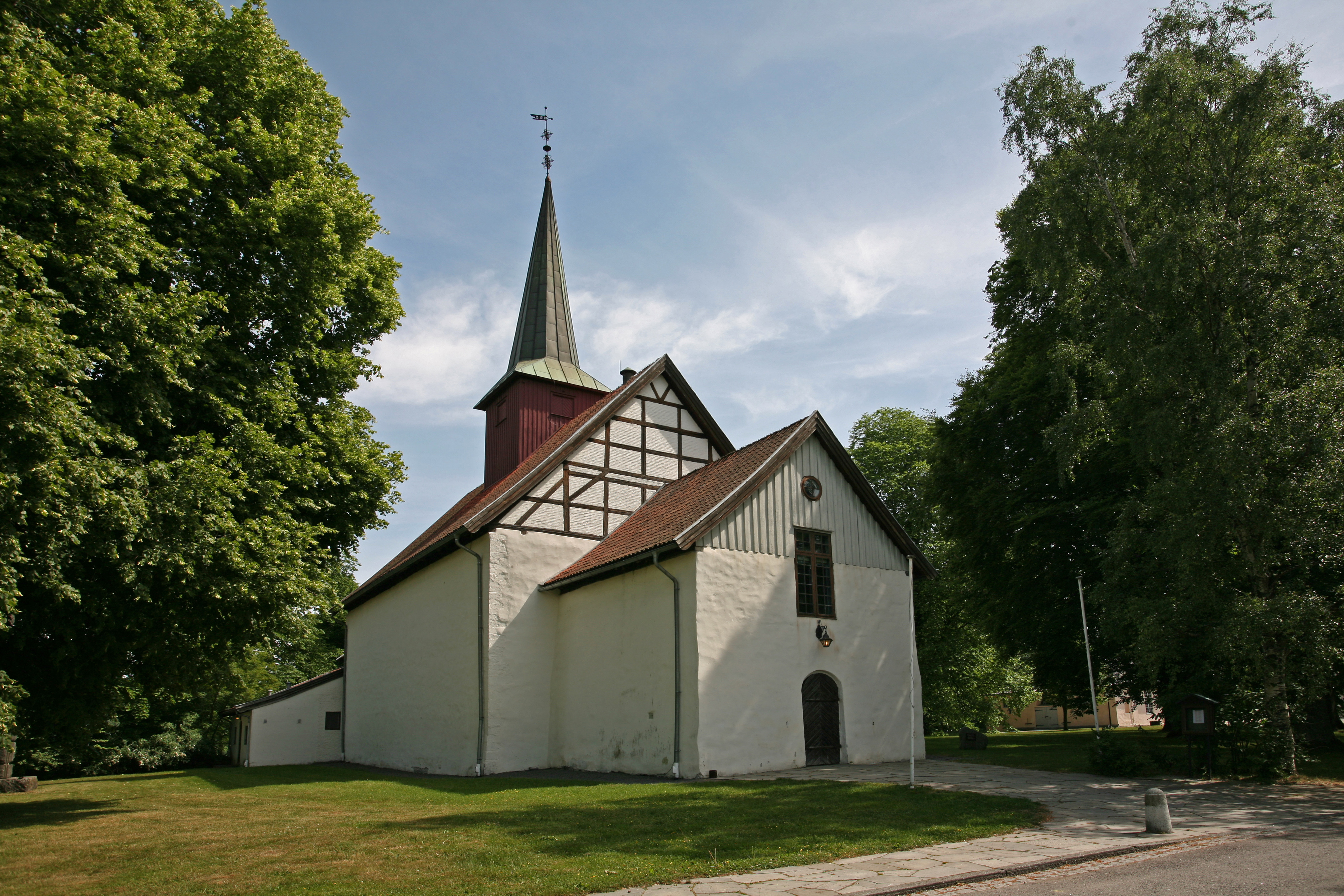
Церква в Сем, побудована в 1100 р., реставрована 1690, 1770, 1924, 1955 і 1959
Щоб захиститися від злих сил, в церкві немає вікон на північній стіні

Сем — це село, що розташоване на території Тенсбергу у фьолке Вестфол, Норвегія. На 1 січня 2017 р. населення становило 2 481 осіб.Площа 1.96 км²

## Історія
Сем було колишнім муніципалітетом у Вестофолі. Населений пункт був заснований як муніципалітет 1 січня 1838.
За даними перепису населення 1835 р. у муніципалітеті проживало 3590 осіб. 
1 січня 1988 року село було включено до муніципалітету Тенсберг.
До злиття з Тенсбергом Сем був приблизно в три рази більшим за Тенсберг, чисельність якого становила 21 948 осіб. Село Сем має населення 1981 особи, з них 42 людини живуть на кордоні сусіднього муніципалітету Стокке. Село розташоване в 5 км на захід від міста Тенсберг.
Спочатку муніципалітет був названий на честь історичного місця норв. Sem hovedgård. Протягом середньовіччя це було королівською та феодальною резиденцією, де сьогодні знаходиться Ярлсбергський маєток.
Поселення мав і має різні малі виробниці потужності, включаючи пластмасові і трубні заводи, видобуток каменю і хлібопекарні підприємства.

## Назва
Муніципалітет названий на честь старої ферми Sem (норв. Sæmr — стиснута форма норв. Sæheimr), оскільки там була побудована перша церква.
Назва «Сем», що вимовляється як «Семм» (перекладається як «колишній шов»), походить від норвезької ферми "Sæhei"m або «Sæeimr», що означає «морська ферма».